# Élections présidentielles bosniennes de 2018
Les élections présidentielles bosniennes de 2018 ont lieu le 7 octobre 2018 afin d'élire les trois membres de la présidence collégiale de Bosnie-Herzégovine. 
Organisé dans le cadre des élections générales, le scrutin est marqué par la victoire du candidat serbe Milorad Dodik, auparavant président de la république serbe de Bosnie et favorable à l'indépendance de cette dernière, ainsi que par l'élection controversée du candidat croate pro-bosniaque Željko Komšić au détriment du nationaliste croate Dragan Čović grâce aux voix de nombreux bosniaques ayant votés en dehors de leur communauté.

## Système électoral
Trois présidents devant représenter respectivement les communautés Serbes, Croates et Bosniaques sont élus simultanément au scrutin uninominal majoritaire à un tour. L'un des candidats serbe est élu par les seuls électeurs de la république serbe de Bosnie tandis que les électeurs croates et bosniaques de la fédération de Bosnie-et-Herzégovine votent pour l'un ou l'autre des candidats croates et bosniaques. Les habitants du district de Brčko, qui ne fait partie d'aucune des deux entités, doivent se faire enregistrer sur les listes électorale de l'une ou l'autre. Les trois présidents alternent à tour de rôle à la tête de la présidence collégiale, pour des périodes de huit mois.

## Résultats
| Candidats              | Candidats                 | Partis                                            | Voix                | %                   |
| Président bosniaque    | Président bosniaque       | Président bosniaque                               | Président bosniaque | Président bosniaque |
| ---------------------- | ------------------------- | ------------------------------------------------- | ------------------- | ------------------- |
|                        | Šefik Džaferović          | Parti d'action démocratique                       | 209 741             | 36,55               |
|                        | Denis Bećirović           | Parti social-démocrate                            | 192 837             | 33,60               |
|                        | Fahrudin Radončić         | Union pour un meilleur futur de la Bosnie-H       | 74 771              | 13,03               |
|                        | Mirsad Hadžikadić         | Plateforme pour le progrès                        | 57 303              | 9,99                |
|                        | Senad Šepić               | Bloc indépendant                                  | 29 659              | 5,17                |
|                        | Amer Jerlagić             | Parti pour la Bosnie-Herzégovine                  | 9 548               | 1,66                |
| Président croate       |                           |                                                   |                     |                     |
|                        | Željko Komšić             | Front démocratique                                | 222 325             | 53,67               |
|                        | Dragan Čović              | Union démocratique croate                         | 145 319             | 35,08               |
|                        | Diana Zelenika            | Union démocratique croate 1990                    | 24 873              | 6,00                |
|                        | Boriša Falatar            | Notre Parti                                       | 15 731              | 3,80                |
|                        | Jerko Ivanković Lijanović | Parti du peuple pour le travail et l'amélioration | 6 023               | 1,45                |
|                        |                           |                                                   |                     |                     |
| Votes valides          | Votes valides             | Votes valides                                     | 988 130             | 92,92               |
| Votes blancs           | Votes blancs              | Votes blancs                                      | 35 700              | 3,36                |
| Votes nuls             | Votes nuls                | Votes nuls                                        | 39 570              | 3,72                |
| Total                  | Total                     | Total                                             | 1 063 400           | 100                 |
| Abstention             | Abstention                | Abstention                                        | 1 030 384           | 49,21               |
| Inscrits/Participation | Inscrits/Participation    | Inscrits/Participation                            | 2 093 784           | 50,79               |

| Candidats              | Candidats              | Partis                                       | Voix            | %               |
| Président serbe        | Président serbe        | Président serbe                              | Président serbe | Président serbe |
| ---------------------- | ---------------------- | -------------------------------------------- | --------------- | --------------- |
|                        | Milorad Dodik          | Alliance des sociaux-démocrates indépendants | 355 607         | 53,78           |
|                        | Mladen Ivanić          | Alliance pour la victoire                    | 284 183         | 42,98           |
|                        | Mirjana Popović        | Parti progressiste serbe                     | 11 380          | 1,72            |
|                        | Gojko Kličković        | Parti démocratique des premiers serbes       | 10 037          | 1,52            |
|                        |                        |                                              |                 |                 |
| Votes valides          | Votes valides          | Votes valides                                | 661 207         | 93,89           |
| Votes blancs           | Votes blancs           | Votes blancs                                 | 22 005          | 3,12            |
| Votes nuls             | Votes nuls             | Votes nuls                                   | 21 036          | 2,99            |
| Total                  | Total                  | Total                                        | 704 248         | 100             |
| Abstention             | Abstention             | Abstention                                   | 557 397         | 44,18           |
| Inscrits/Participation | Inscrits/Participation | Inscrits/Participation                       | 1 261 645       | 55,82           |

## Controverse

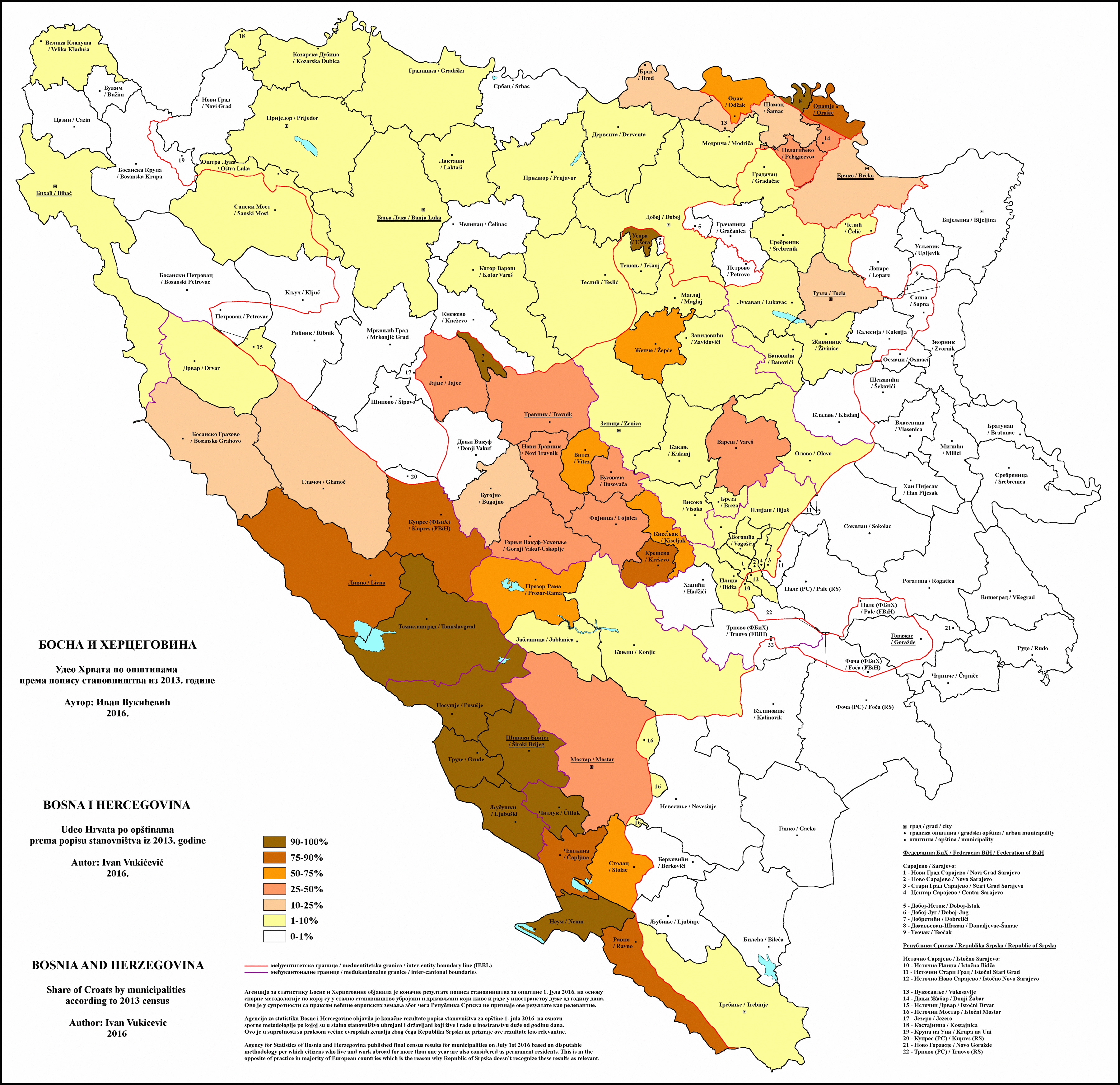
Population croate par municipalité

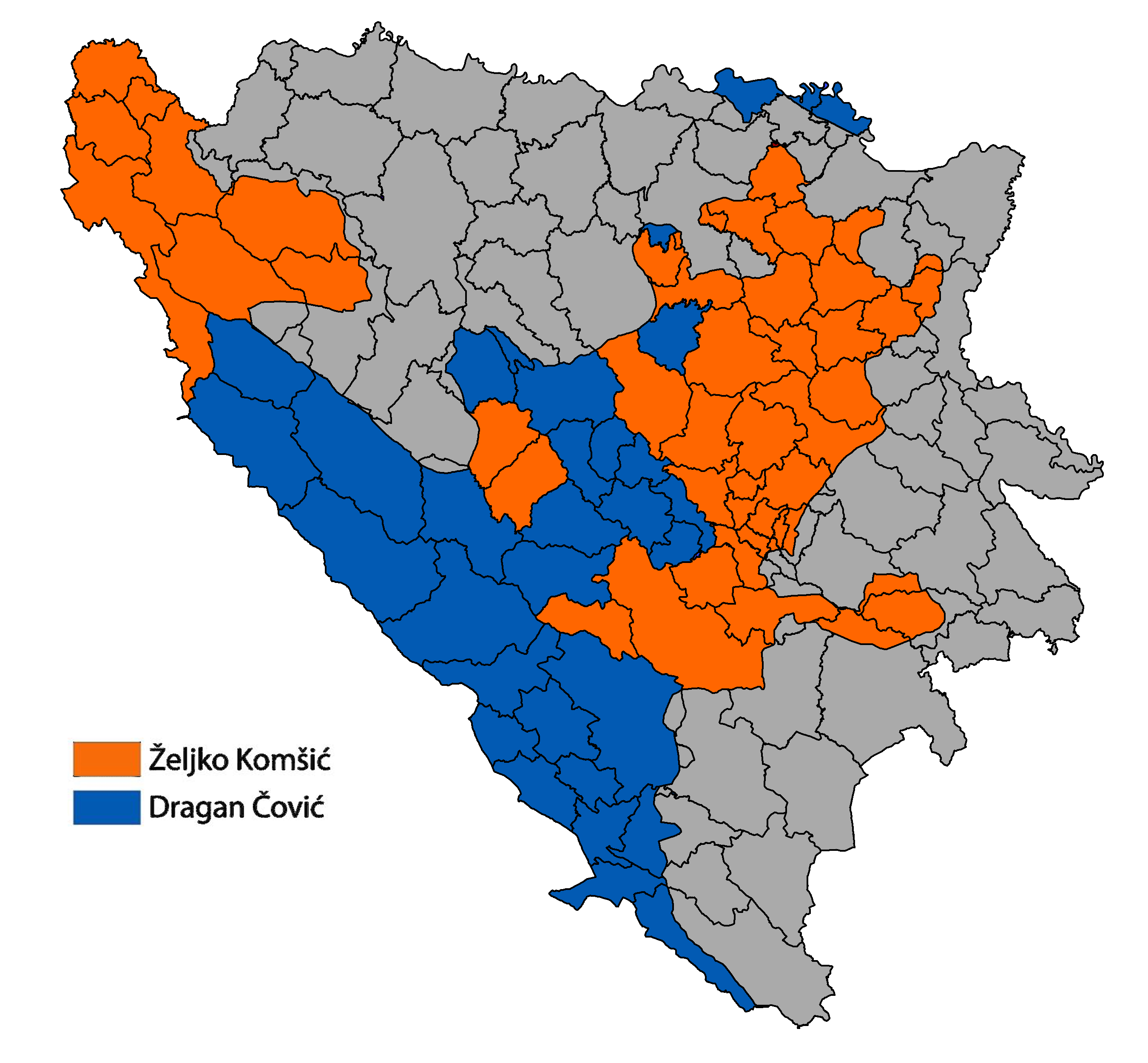
Candidat arrivé en tête par municipalité

L’élection provoque une importante controverse au sein de la communauté croate. Le candidat et président sortant Dragan Čović, qui s'était fait le porte parole des demandes de réformes de la Fédération en faveur de la création d'une entité propre aux croates, est battu par Željko Komšić, ex président considéré comme favorable aux bosniaques.
Or, la publication des données électorales révèlent rapidement que si la quasi-totalité des voix en faveur de Dragan Čović proviennent des cantons à majorité croates, une part importante des voix en faveur de Komšić l'ont été dans les cantons bosniaques, lui fournissant son avance décisive. Cette stratégie de vote utile de la part d'électeurs bosniaques, bien que parfaitement légale, ravive les tensions et alimente la demande croate d'une entité propre,. Le quotidien croate Vecernji List titre ainsi « Les Bosniaques ont encore choisi pour les Croates: la défaite de la Bosnie-Herzégovine », tandis que Dragan Covic dénonce la situation en affirmant que les Bosniaques « ne peuvent légitimement pas choisir les représentants croates. C’est un recul ». Selon ce dernier, la victoire de Komsic « risque d’entraîner une crise inédite en Bosnie ». Des manifestations de Croates brandissant des panneaux « Pas mon président » et « R.I.P Démocratie » ont lieu dans les jours suivant,.
Plusieurs municipalités à majorité croate ainsi que le conseil étudiant de l'université de Mostar, declarent Komšić persona non grata,.